# Montagnoli di Belice
Montagnoli di Belice è un sito archeologico posto nel territorio di Menfi, comune italiano della provincia di Agrigento in Sicilia.
Secondo Filippo Cluverio, il sito archeologico corrisponderebbe a Inico, antica città sicana sede del regno di Cocalo.